# Antoni Czarkowski

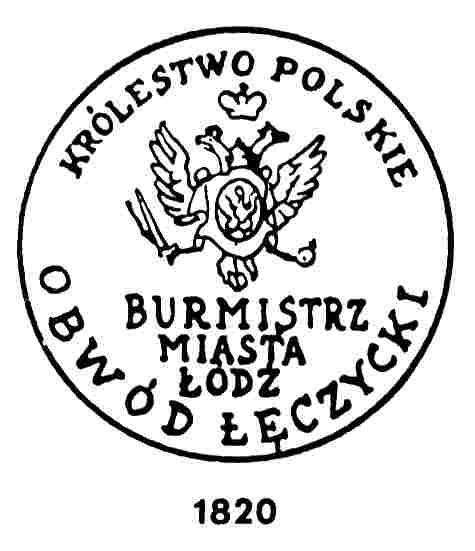
Pieczęć Łodzi z 1820 roku

Antoni Czarkowski (ur. 1792 w Warszawie) – burmistrz w okresie powstawania Łodzi przemysłowej.
Był oficerem kawalerii w Księstwie Warszawskim. W latach 1817–1819 pełnił funkcję zastępcy burmistrza Ozorkowa, a 16 lutego 1819 roku został oddelegowany przez Rajmunda Rembielińskiego na stanowisko zastępcy burmistrza Łodzi i kasjera miejskiego. 28 sierpnia 1820 roku został mianowany burmistrzem Łodzi. 6 sierpnia 1826 roku, za źle prowadzoną dokumentację, został zwolniony z obu stanowisk. Po zwolnieniu, został zobowiązany do zwrotu zmalwersowanych pieniędzy. Uciekł z miasta we wrześniu 1828 roku. Rajmund Rembieliński opublikował list gończy za burmistrzem, bezskutecznie.
Podczas jego urzędowania utworzono osadę sukienniczą Nowe Miasto (na południe od Starego Miasta), powstał cmentarz przy ul. Ogrodowej 22 (1820), dokonano regulacji ulicy Piotrkowskiej (1821) oraz rozpoczęto (1824) regulację osady tkaczy Łódka.
Był żonaty z Gertruda, miał dwóch synów Andrzeja i Jana.